# سنیژنه (ناحیه ریخنوف ناد کنیژنوو)
سنیژنه (به چکی: Sněžné) یک منطقهٔ مسکونی در جمهوری چک است که در ناحیه ریخنوف ناد کنیژنوو واقع شده‌است.